# Mandehoved
Mandehoved är en udde på Själland i Danmark.   Den ligger i Region Själland, i den östra delen av landet, 40 km söder om Köpenhamn. 
Närmaste större samhälle är Store Heddinge, 5 km sydväst om Mandehoved.